# Goryphus madhulikae
Goryphus madhulikae är en stekelart som beskrevs av Jonathan och Gupta 1973. Goryphus madhulikae ingår i släktet Goryphus och familjen brokparasitsteklar. Inga underarter finns listade i Catalogue of Life.